# Naupare, Rasina
Naupare (în română: Naupara) este un sat  în districtul Rasina, aparținând administrativ orașului Kruševac . Conform recensământului din 2002, locuiau 580 de locuitori (conform recensământului din 1991 au fost 1107 locuitori). Aici se află o mănăstire cu același nume de la sfârșitul secolului al XIV-lea, care este acum protejată de Republica Serbia, ca un monument de cultură de mare importanță  .

## Demografie
În localitatea Naupare trăiesc 439 de adulți, iar vârsta medie a populației este de 39,1 ani (37,0 la bărbați și 41,1 la femei). În localitate există 167 gospodării, iar numărul mediu de membri pe gospodărie este de 3,44.
Această așezare este în principal locuită de sârbi (conform recensământului din 2002 ). an). 
|  |

| Demografie | Demografie | Demografie |
| an         | locuitori  | locuitori  |
| ---------- | ---------- | ---------- |
| 1948.      | 797        |            |
| 1953.      | 808        |            |
| 1961.      | 1138       |            |
| 1971.      | 1287       |            |
| 1981.      | 1278       |            |
| 1991.      | 1107       | 605        |
| 2002.      | 580        | 1437       |

| Grup etnic   | Locuitori | Procent |
| ------------ | --------- | ------- |
| Sârbi        | 488       | 84,13 % |
| Români       | 19        | 3,27 %  |
| Vlahi        | 16        | 2,75 %  |
| Muntenegreni | 1         | 0,17 %  |
| Macedoneni   | 1         | 0,17 %  |
| Necunoscut   | 55        | 9,48 %  |

## Link-uri
1. ↑  , Republicki geodetski zavod[*] http://web.archive.org/web/20160530172604/http://www.rgz.gov.rs/upload/web/Spisak%20KO-20150521.zip, arhivat din original la 30 mai 2016 Lipsește sau este vid: |title= (ajutor)
2. ↑  Format:СК-САНУ
3. ↑  „Књига 2”. Становништво, пол и старост, подаци по насељима. webrzs.stat.gov.rs. Београд: Републички завод за статистику. фебруар 2003. ISBN 86-84433-01-7.